# Crotonogyne gabunensis
Crotonogyne gabunensis är en törelväxtart som beskrevs av Ferdinand Albin Pax. Crotonogyne gabunensis ingår i släktet Crotonogyne och familjen törelväxter.
Artens utbredningsområde är Gabon. Inga underarter finns listade i Catalogue of Life.